# 47 del Tucà
47 del Tucà (47 Tucanae) és un cúmul globular situat a la constel·lació del Tucà. Està a uns 16.700 anys llum de la Terra i té un diàmetre d'uns 120 anys llum. Pot veure's a ull nu, amb una magnitud visual de 4,0.
47 Tucanae va ser descobert per Nicolas-Louis de Lacaille el 1751, la seva localització meridional l'havia mantingut ocult als observadors europeus fins llavors.
És el segon cúmul globular més brillant després d'Omega Centauri, i es caracteritza per posseir una lluentor viva i un nucli molt dens, i almenys 21 estels endarrerits blaus prop del nucli.
47 Tucanae està inclòs al Catàleg Caldwell de Patrick Moore amb el nom de C106 Y i està composta principalment per un púlsar per la qual cosa és molt sorollós com tots els cumuls globulars fora de la galàxia.